# ماری-لویزه ماریان
ماری-لویزه ماریان (آلمانی: Marie-Luise Marjan؛ زادهٔ ۹ اوت ۱۹۴۰) بازیگر اهل کشور آلمان است. وی از سال ۱۹۷۳ میلادی تاکنون مشغول فعالیت بوده‌است.
از فیلم‌ها یا برنامه‌های تلویزیونی که وی در آنها نقش داشته‌است می‌توان به خیابان لیندن اشاره کرد.